# Ed van de Kerkhof
Ed van de Kerkhof (1949) is een Nederlandse schrijver en journalist van het Eindhovens Dagblad. 
Naast artikelen in het Eindhovens Dagblad en het Weekblad voor Deurne verschenen artikelen van hem in het Ierse Limerick Leader, de Schotse West Highland Free Press en het blad Roma. 

## Erkenning
Van de Kerkhof kreeg in 1989 de Prijs voor de Dagbladjournalistiek voor een serie verhalen over Twintig jaar Iers Drama.